# Typ Emden
Der Typ „Emden“, auch Emden-Klasse, war ein universell einsetzbarer Stückgutschiffstyp der Emder Nordseewerke. Gebaut wurde er in den Jahren 1951 bis 1957 in über 20 Einheiten.

## Geschichte

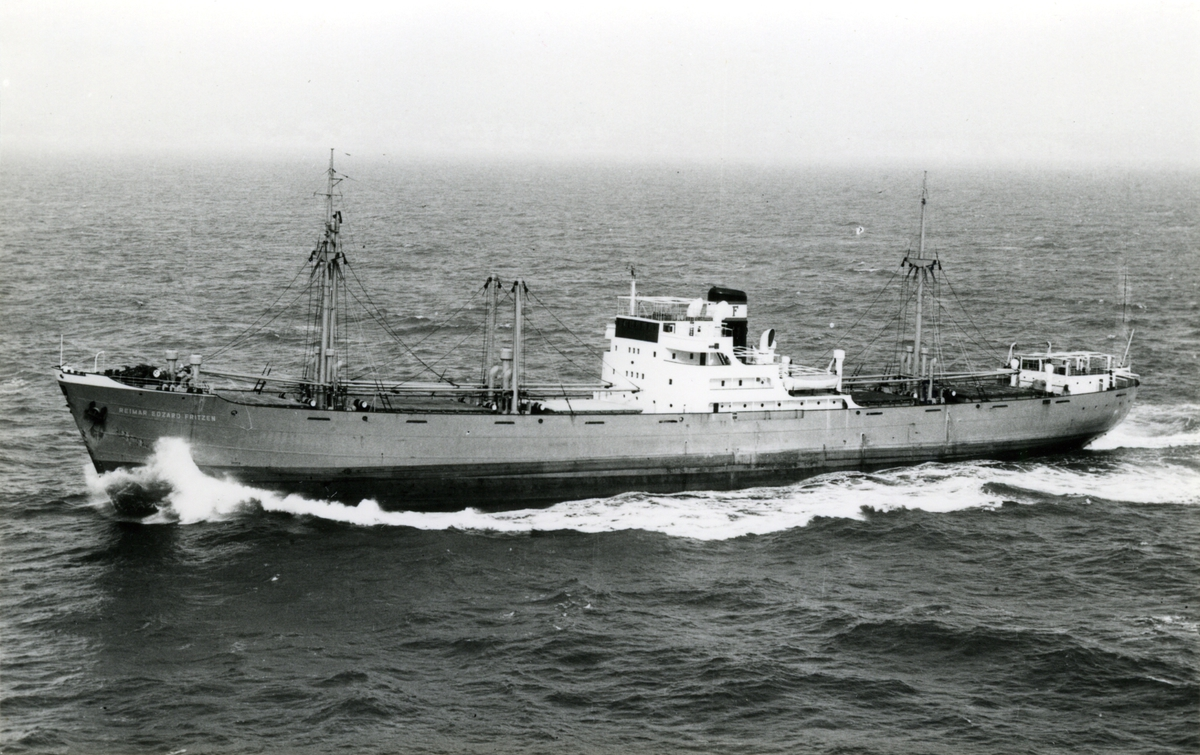
Die Archon Michael, gebaut 1951 als Reimar Edzard Fritzen

In den 1950er Jahren erzeugte die schnell wachsende deutsche Wirtschaft einen zunehmenden Rohstoffbedarf. Dazu zählte unter anderem die Erzversorgung der Stahlhütten im Ruhrgebiet. Der Erzimport wurde anfangs noch überwiegend mit vielseitig einsetzbaren Stückgutfrachtschiffen transportiert, die sowohl für zu exportierende Stückguttransporte, als auch für den Import von Massengütern wie beispielsweise Erz geeignet waren. Noch vor dem Krieg hatten die Nordseewerke in Emden Erfahrungen im Bau von Erzfrachtern gesammelt, die es der Werft erlaubten, einen geeigneten Schiffsentwurf zu konstruieren und eine große Serie derartiger Schiffe in Auftrag zu nehmen. Am 9. August 1951 lieferte die Emder Werft das Typschiff Henriette Schulte an die Reederei Schulte & Bruns ab. Es wurde 1956 von der Reederei Bernhard Schulte übernommen und 1960 nach Taiwan verkauft. Die Schiffe der Baureihe kamen teils als Trampschiffe in der Holz- und Koksfahrt, teils auf den Linien Europa-Große Seen oder auch im Mittelmeer-Indien-Dienst zum Einsatz. Bis zum Dezember 1957 entstanden rund 20 Neubauten des Typs „Emden“ mit 10.000 Tonnen Tragfähigkeit, deren Daten bei späteren Bauversionen zum Teil leicht abwichen.
Die Mehrzahl der Bestellungen erhielt die Werft von deutschen Reedereien, aber auch aus dem Ausland kamen Anfragen für den Schiffstyp. So lieferte die Werft 1955 den Neubau Karen Reed an eine Reederei in Norwegen. Der Schiffstyp wurde zunächst um eine auf 10.800 tdw vergrößerte Variante erweitert. Später bildete der Entwurf die Grundlage zur Konstruktion eines deutlich größeren Typs mit 15.000 Tonnen Tragfähigkeit. Insgesamt hatte der Typ „Emden“ wesentlichen Anteil am bis dahin unerreichten Produktionsausstoß der Nordseewerke.

## Technik
Die rund 144 Meter langen und 17,60 Meter auf Spanten breiten Schiffe besaßen fünf Laderäume mit einem Schüttgutvolumen von 16.765 m3. Die für die Erzfahrt nötige Festigkeit des Rumpfes wurde durch eine schwere Bauweise mit vollen Bodenwrangen auf jedem Spant erreicht. Darüber hinaus wurden zwischen den Luken Hochtanks zur Verbesserung der Seeeigenschaften vorgesehen. Für anfallende Ballastreisen verfügten die Schiffe über eine Tankkapazität von 2179 Tonnen. Hauptmotoren mit rund 3500 PS erlaubten eine Geschwindigkeit von etwa 13 Knoten. Der Grundentwurf der Schiffe mit mittschiffs liegenden Aufbauten und dem konventionellen Ladegeschirr unterschied sich nicht grundlegend von zeitgenössischen Linienfrachtern.

## Untergang derMelanie Schulte
Das bekannteste Schiff der Serie war die Melanie Schulte der Emder Reederei Schulte & Bruns. Sie sank 1952 nur wenige Wochen nach ihrer Indienststellung aus ungeklärter Ursache im Nordatlantik, wobei alle 35 Besatzungsmitglieder ums Leben kamen. Das Seeamt in Hamburg nahm in seiner Verhandlung als wahrscheinliche Ursache eine Überlastung des Schiffskörpers durch unausgewogene Beladung und Schlechtwetter als Ursache an.

## Die Schiffe
| Name                     | Stapellauf Ablieferung | Baunummer | Auftraggeber                                                              | Umbenennungen und Verbleib |
| ------------------------ | ---------------------- | --------- | ------------------------------------------------------------------------- | --- |
| Henriette Schulte        | 1951 08.1951           | 243       | Schulte & Bruns, Emden                                                    | 1960 Tai Chung, am 27. November 1972 bei Shimonoseki auf Grund gelaufen, im Februar 1973 in Kure abgebrochen                                                                    |
| Reimar Edzard Fritzen    | 1951 17.10.1951        | 244       | Johs. Fritzen & Sohn, Emden                                               | 1963 Archon Michael, 1. Mai 1975 bei Nakskov auf Grund gelaufen, 25. Juni 1975 Ankunft zum Abbruch bei Eisen & Metall in Hamburg                                                |
| Carl Fisser              | 06.1951 12.12.1951     | 245       | Fisser & van Doornum, Emden                                               | 1968 Margoula A.S., 6. September 1971 Ankunft zum Abbruch in Karatschi |
| Odin                     | - 04.1952              | 246       | Seereederei Frigga, Hamburg                                               | 1965 Marilena P, 1969 Sunday, 1975 Monday, am 30. Mai 1979 zum Abbruch in Split eingetroffen                                                                                    |
| Baldur                   | - 05.1952              | 247       | Seereederei Frigga, Hamburg                                               | 1965 Belio, 1969 Camelia, 1978 Rix I, im Dezember 1978 in China abgebrochen |
| Herta Engeline Fritzen   | 18.06.1952 04.09.1952  | 249       | Johs. Fritzen & Sohn, Emden                                               | 1964 Eastern Meteor, 1977 New Man Fu, 1978 Char Cheng, Abbruch im Frühjahr 1981 in Kaohsiung                                                                                    |
| Francisca Hendrik Fisser | 28.08.1952 11.1952     | 250       | Fisser & van Doornum, Emden                                               | 1968 Wildrose, 1973 Breeze, 1973 Annrose, 1975 Nikolaos A., 1982 Ionian Sea, am 21. Februar 1984 zum Abbruch in Gadani eingetroffen                                             |
| Melanie Schulte          | 09.09.1952 11.1952     | 251       | Schulte & Bruns, Emden                                                    | Im Dezember 1952 auf der Reise von Narvik nach Mobile im Nordatlantik gesunken.                                                                                                 |
| Württemberg              | 10.12.1952 24.02.1953  | 252       | „Brenntag“ Mineralöl-, Chemikalien- und Schiffahrts-Gesellschaft, Mülheim | 1971 Pothiti, Abbruch im Dezember 1979 durch Fazal Sons in Gadani. |
| Birte Hugo Stinnes       | 25.03.1953 06.1953     | 253       | Hugo Stinnes Transozean Schiffahrt, Mülheim                               | 1972 Azalea, 1975 Viela, am 1. August 1979 zur Verschrottung in Kaohsiung eingetroffen                                                                                          |
| Transatlanta             | 19.05.1953 11.08.1953  | 254       | Fisser & van Doornum, Emden                                               | 1959 Rigi, 1968 Atticon, am 9. Juli 1979 zur Verschrottung in Kaohsiung eingetroffen                                                                                            |
| Adrian                   | 03.08.1953 10.1953     | 257       | Ernst Komrowski, Hamburg                                                  | 1974 Pacific Current, 1978 European Freedom, am 22. April 1980 zum Abbruch in Kaohsiung eingetroffen                                                                            |
| Widar                    | 12.11.1953 11.1953     | 259       | Seereederei Frigga, Hamburg                                               | 1967 Nefeli, 1970 Probitas, 1973 President, 1974 Progressus, 1974 River Rose, 1976 Agios Gerassimos, 1982 Ionian Victory, am 7. Februar 1984 zum Abbruch in Gadani eingetroffen |
| Ilse Schulte             | 03.12.1953 30.01.1954  | 260       | Alfred C. Toepfer, Hamburg                                                | Carl Julius, 1977 Genova, 1978 Macchiavelli, 1978 Machiavelli, am 29. April 1982 zum Abbruch in Savona eingetroffen                                                             |
| Hendrik Okko Fisser      | 05.10.1954 01.1955     | 275       | Fisser & van Doornum, Emden                                               | 1959 Klostertor, 1971 Pelops, am 27. Mai 1983 zum Abbruch in Gadani eingetroffen                                                                                                |
| Karen Reed               | 04.12.1954 02.1955     | 273       | Ibis & Albert Harloffs Rederi A/S, Bergen                                 | 1968 Primrose, 1973 Splendor, 1976 Aghios Nectarios, 1980 AIS Giorgi, im Januar 1983 in Lavrion abgebrochen                                                                     |
| Schütting                | 30.12.1954 03.1955     | 276       | Fisser & van Doornum, Emden                                               | 1970 Potoi Chau, am 25. Oktober 1972 gestrandet, am 30. Mai 1973 zum Abbruch in Kaohsiung eingetroffen                                                                          |
| Geert Howaldt            | 19.02.1955 04.1955     | 277       | Bernhard Howaldt, Hamburg                                                 | 1972 Gemar, am 30. April 1984 zum Abbruch in Kaohsiung eingetroffen |
| Millerntor               | 25.04.1955 06.1955     | 278       | Porta Reederei, Hamburg                                                   | 1964 Altair, 1970 Vasil Aprilov, am 14. März 1994 zum Abbruch in Bombay eingetroffen, Beginn der Verschrottung am 12. September 1994                                            |
| Aegir                    | 30.09.1955 12.1955     | 288       | Seereederei Frigga, Hamburg                                               | 1965 Sun Duek, 1978 Nam Yang Dragon, 1980 Three Ocean, am 15. März 1984 zum Abbruch in Busan eingetroffen, Beginn der Verschrottung am 23. Juli 1984                            |
| Brage                    | 01.11.1956 12.1956     | 295       | Seereederei Frigga, Hamburg                                               | 1965 Jin Duek, am 15. Juni 1971 auf der Fahrt von Houston nach Busan nahe Salina Cruz auf Position 15.54N, 95.40W gesunken                                                      |